# Одринско примирие
Одринското примирие, подписано на 19/31 януари 1878 г. между Русия и Османската империя прекратява военните действия в Руско-турската война (1877 – 1878).
След победата на руската армия при връх Шипка и очакваната капитулация на османския гарнизон в Плевен, Русия започва непосредствената подготовка на следвоенния период. Работи се по условията на бъдещото примирие с Османската империя и следвоенното устройство на Балканския полуостров.

## Основи на мира
Руският дипломат Александър Нелидов изготвя „Записка относно условията за мир“, които могат да бъдат предложени на Високата порта (10/22 ноември 1877 г.). На основата на записката е съставен документ, наречен Основи на мира, подписан от император Александър II на 27 ноември/9 декември 1877 г. В него се предвижда:
- Създаване на българска държава със статут на автономно княжество и територия, която обхваща земите, където българското население е мнозинство. Размерът ѝ не може да бъде по-малък от размера, определен от Цариградската конференция.
- Изтегляне на османските войски от територията на българската държава, която има собствена милиция и правителство и ще плаща ежегоден данък на Високата порта.
- Признава се независимостта на Черна гора, Румъния и Сърбия. Черна гора разширява територията си със земите, освободени от армията ѝ. Румъния получава териториално възнаграждение. Сърбия изменя границите си в своя полза. Босна и Херцеговина получава автономия. В християнските области на Османската империя се въвеждат реформи.
- Османската империя осигурява руските интереси по отношение на Босфора и проливите. Заплаща на Русия военно обезщетение за военните загуби и разходи.
- След подписването на примирие, османските войски се изтеглят от крепостите Видин, Русе, Силистра, Ерзурум и започват преговори за изработване на мирния договор.
- Приемането на документа от представители на Високата порта е условие за прекратяване на военните действия и сключване на примирие.

Основите на мира са подписани в 18:00 часа на 19/31 януари 1878 г. в главната квартира на действащата руска армия в Одрин от главнокомандващия княз Николай Николаевич и пълномощниците на Високата порта Намик паша и Сервер паша. Документът заляга в основите на клаузите на Санстефанския мирен договор.

## Примирие
Подписано е в 19:00 часа на 19/31 януари 1878 г. в главната квартира на действащата руска армия в Одрин от генерал-лейтенант Артур Непокойчицки, началник на Полевия щаб, и неговия помощник, генерал-майор Казимир Левицки от една страна, Наджиб паша и Осман паша от друга. Това става възможно след подписването на Основите на мира. Примирието прекратява военните действия и влиза в сила от момента на подписването. Валидно е през времето на преговорите за мир. Определена е демаркационната линия между двете армии, следваща приблизително трасето: Балчик – Хаджиоглу Пазарджик (дн. Добрич) – Разград – Търговище – Осман пазар (дн. Омуртаг) – Котел – р. Луда Камчия – Несебър – Деркоско езеро – Боюкчекмедже – Горна Джумая (дн. Благоевград) – Кюстендил – Враня – Голак планина – границата на Новопазарския санджак – сръбската граница при Копаоник планина. Османските войски се изтеглят от крепостите Видин, Белоградчик, Русе и Силистра. Руските войски влизат в Бургас и Мидия. Примирието на Кавказкия военен театър се определя от пълномощниците на двете страни.